# Dobev
Dobev település Csehországban, Píseki járásban. Dobev Čížová, Kestřany, Drhovle, Písek, Štěkeň és Přešťovice településekkel határos. Lakosainak száma 1105 fő (2024. január 1.).

## Népesség
A település lakosságának változását az alábbi diagram mutatja:
| Lakosok száma | 1382 | 1364 | 1246 | 920  | 719  | 699  | 871  | 913  | 1026 | 1105 |
|               | 1869 | 1890 | 1921 | 1950 | 1980 | 2001 | 2017 | 2019 | 2022 | 2024 |